# هجمات ميتروفيتسا 2010
تشير هجمات ميتروفيتسا 2010 في ميتروفيتسا الشمالية إلى عدد من الحوادث التي وقعت في 2 يوليو، و11 سبتمبر و28 سبتمبر من عام 2010.

## 2 يوليو
ألقيت عبوة ناسفة على مجموعة من الصرب الذين كانوا يحتجون سلميًا ضد اعتزام ألبان كوسوفو «فتح مكتب حكومي في المنطقة التي يعيش فيها الصرب». وأسفر الحادث عن مقتل شخص وإصابة 11 آخرين.
وأدانت كل من سلطات كوسوفو والسلطات الصربية الهجوم. ولم يتم حينها تحديد المشتبه بهم. وفي 3 يوليو، أعلن يوم الحداد في شمال كوسوفو، وميتروفيتسا، وزفيتشان، وليبوسافيتش، وزوبين بوتوك.
وصرح رئيس الوزراء الصربي، ميركو تسفيتكوفيتش، أن العنف في كوسوفسكا ميتروفيتسا يمثل هجومًا إرهابيًا.

## 11 سبتمبر
بعد مباريات الدور ربع النهائي لبطولة العالم لكرة السلة حيث فازت تركيا على صربيا، عبر الألبان من الجنوب الجسر وحرضوا على القتال مع الصرب في الشمال. وقام ضابط شرطة من بعثة إيوليكس بإطلاق النار على شاب صربي مصيبًا إياه في ذراعه، وأصيب ثلاثة آخرون بجراح طفيفة، وكان إجمالي عدد الجرحى سبعة أشخاص من بينهم شرطي من بعثة إيوليكس.

## 28 سبتمبر
دمرت عبوة ناسفة تحتوي على 200 جرام من مادة تي إن تي موقعًا خلويًا لشركة جوال تخدم الألبان. وأصيبت فتاة صربية تبلغ من العمر ثلاث سنوات بإصابات طفيفة. وقد كان السطح مؤجرًا من قبل صربي محلي يعمل لصالح شرطة كوسوفو. ووصلت قوات بعثة إيوليكس وقوات كوسوفو إلى مكان الحادث وأغلقت ميتروفيتسا الشمالية.